# Allan M. Campbell
Allan McCulloch Campbell (* 27. April 1929 in Berkeley, Kalifornien; † 19. April 2018 in Palo Alto, Kalifornien) war ein US-amerikanischer Biologe (Mikrobiologie, Genetik).
Campbell erwarb 1950 an der University of California, Berkeley, einen Bachelor in Chemie und einen Master (1951) und den Ph.D. bei Sol Spiegelman an der University of Illinois, letzteren 1953 mit der Arbeit Long Term Adaptation in Yeast.
Nach akademischen Stationen an der University of Michigan (1953–1957) und der University of Rochester (1957–1968) gehörte Campbell seit 1968 der Stanford University an. Hier war er zuletzt emeritierter Barbara Kimball Browning Professor.
Allan M. Campbell ist für seine Arbeiten zu Bakteriophagen (insbesondere Phage Lambda) bekannt, mit denen Viren ihren Wirt über Generationen hinweg infizieren können. Außerdem klärten Campbell und Mitarbeiter die Biosynthese des Biotin auf.
Campbell wurde 1971 sowohl in die American Academy of Arts and Sciences als auch in die National Academy of Sciences gewählt. Er war Fellow der American Association for the Advancement of Science (1983) und der American Academy of Microbiology. Die American Society for Microbiology zeichnete ihn 2004 mit ihrem Abbott ASM Lifetime Achievement Award aus.
Allan Campbell war seit 1958 mit der Biologin Alice del Campillo Campbell (1928–2019) verheiratet. Das Paar hatte zwei Kinder.